# Deus ex machina
Deus ex machina (łac. „bóg z maszyny”, kalka językowa greckiego ἀπὸ μηχανῆς θεός (apò mēchanês theós)) – pojęcie wprowadzone do dramatu antycznego przez Eurypidesa. Zsyłał on w swoich przedstawieniach boga, który gwałtownie rozwiązywał akcję, aby sztuka sceniczna nie trwała zbyt długo. Maszyną nazywano specjalne urządzenie mechaniczne, dzięki któremu aktor grający boga spuszczany był na scenę z góry na linach. Potocznie stwierdzenie to oznacza wszystkie nagłe zmiany sytuacji, niedające się logicznie wyjaśnić w kategoriach rozwoju wydarzeń.
W znaczeniu alegorycznym oznacza nieoczekiwane pojawienie się Boga. Współcześnie rozwiązanie to zastosował w humorystycznej formie Woody Allen w swojej sztuce Bóg.
W znaczeniu naukowym oznacza wprowadzenie nieudowodnionej nowej koncepcji, która hipotetycznie tłumaczy pewien problem.